# Gurué
Gurué (nota come Vila Junqueiro dal 1959 al 1975) è un centro abitato del Mozambico, situato nella Provincia di Zambezia.

## Storia
Fondata dai portoghesi nel XIX secolo, divenne importante dagli anni 1930 per le piantagioni di tè nate sul luogo. La città venne rinominata Vila Junqueiro nell'ottobre 1959 in onore del magnate del tè, Manuel Saraiva Junqueiro, deceduto poco prima a causa di un incidente aereo. Con l'indipendenza dello stato africano nel 1975, la città tornò alla denominazione originaria.